# Tallinnfilm
Tallinnfilm, opgericht in 1931 als Estische Cultuurfilm, is de oudste nog bestaande filmstudio in Estland. De studio heeft een rijke geschiedenis die nauw verbonden is met de politieke ontwikkelingen in het land. In 1940, na de integratie van Estland in de Sovjet-Unie, werd de studio genationaliseerd en hernoemd tot Kinokroonika Eesti Stuudio tijdens de eerste periode van de Sovjetbezetting.
Onder de Duitse bezetting in 1942 kreeg de studio de naam Kinokroonika Tallinna Stuudio (de Tallinn Nieuwsreel Studio) en werd later, in 1947, door de Sovjets opnieuw hernoemd tot Tallinna Kinostuudio (de Tallinn Filmstudio). Gedurende de Sovjetperiode, was Tallinnfilm de voornaamste filmproductiehouder in Estland, verantwoordelijk voor bijna alle speelfilms van die tijd, terwijl de rest voornamelijk door Eesti Televisioon werd geproduceerd.
Een opmerkelijke prestatie van Tallinnfilm tijdens het Sovjettijdperk was de productie van de film Viimne reliikvia in 1969, die het absolute bezoekersrecord voor de gehele Sovjet-Unie vestigde met 44,9 miljoen bezoekers. Deze film werd internationaal gedistribueerd in meer dan 60 landen.
Na de onafhankelijkheid van Estland in 1991 beëindigde Tallinnfilm zijn productieactiviteiten en richtte zich op de restauratie van zijn filmbestand en filmverdeling. Sinds 2004 fungeert Tallinnfilm als een kunstfilmhuis, waarbij de focus ligt op het vertonen van films. De studio is momenteel eigendom van de Estse filmvereniging.
In aanvulling op de filmproductie, heeft Tallinnfilm ook een animatiedivisie genaamd Joonisfilm, opgericht in 1971 door Rein Raamat. 

## Bekende films van Tallinnfilm
- Viimne reliikvia (1969)
- Kevade (1969)
- "Hukkunud Alpinisti" hotell (1979)